# Arrondissement di Haguenau
L'arrondissement di Haguenau è una suddivisione amministrativa francese, situata nel dipartimento del Basso Reno e nella regione del Grand Est.

## Composizione
L'arrondissement di Haguenau raggruppa 56 comuni in 3 cantoni:
- cantone di Bischwiller
- cantone di Haguenau
- cantone di Niederbronn-les-Bains.